# Семак Микола Павлович
Микола Павлович Семак (в документах зустрічаються також варіанти прізвища Симак, Сьомак)  - командир взводу протитанкових рушниць 338-го гвардійського стрілецького полку 117-ї гвардійської стрілецької дивізії 18-ї армії 1-го Українського фронту,гвардії лейтенант Герой Радянського Союзу.

## Біографія
Народився 3 травня 1919 року в містечку Погребище Бердичівського повіту Київської губернії (нині місто Погребище Вінницької області). Закінчив середню школу. Працював секретарем Погребищенського сільської Ради депутатів трудящих. З 1939 року працював на нафтопромислах в Баку
Робітничо-Селянській Червоній Армії —РСЧА з 1939 року. Член КПРС 1940 року. На фронтах Німецько-радянської війни з 12 грудня 1941 року. Микола Семак закінчує прискорений курс Махачкалінського військового училища. З 5 жовтня 1942 року в званні лейтенанта, воює на Північнокавказькому та 1-му Українському фронтах.
Командир роти протитанкових рушниць 338 гвардійського стрілецького полку 117 гвардійської стрілецької Бердичівської дивізії гвардії лейтенант Семак відзначився в бою 13 січня 1944 року під селом Кустовецьке. Цього дня на допомогу оточеному в селі батальйону був посланий взвод бійців на чолі з лейтенантом. Проти наших бійців фашисти кинули танки, бронетранспортери і піхоту. Бійці відбили 5 ворожих контратак, знищивши 5 танків, 2 бронетранспортери і до 10 вогневих точок. Коли в червоноармійців закінчилися боєприпаси, Семак з гранатами кинувся під танк ціною життя сприяв виконанню бойового завдання. Ворожа атака була відбита…
Указом Президії Верховної Ради СРСР від 25 серпня 1944 року за героїзм, мужність і військову майстерність, проявлені в боях з гітлерівськими загарбниками при звільненні Житомирської області гвардії лейтенанту Миколі Павловичу Семак посмертно присвоєно звання Героя Радянського Союзу з врученням ордена Леніна та медалі «Золота Зірка».
Первинне місце поховання — Житомирська область, Бердичівський район, село Кустівці (нині Хмельницький район), але в 1970 році його останки перенесли в Бердичів на військову ділянку міського кладовища .

## Документи
- Герой Радянського Союзу. Подвиг народу (база даних) (Сайт). Архів оригіналу за 11 травня 2017. Процитовано 19 липня 2016.(рос.)
- Орден Червоної Зірки (рос.). Подвиг народу (база даних)(Сайт). Архів оригіналу за 11 травня 2017. Процитовано 19 липня 2016.
- Медаль «За відвагу». Подвиг народу (база даних)(Сайт). Архів оригіналу за 11 травня 2017. Процитовано 19 липня 2016.(рос.)
- Інформація з наказу про виключення зі списків. Меморіал (банк даних).(рос.)
- Інформація з наказу про виключення зі списків. Меморіал (банк даних).(рос.)
- Інформація з наказу про виключення зі списків. Меморіал (банк даних).(рос.)
- Інформація зі списків поховання. Меморіал (банк даних).(рос.)